# European Volleyball League 2014 (damer)
European Volleyball League 2015 utspelade sig mellan 6 juni och 19 juli 2014. Det var den sjätte upplagan av turneringen och åtta landslag från CEV:s medlemsförbund deltog. Turkiet vann tävlingen för första gången genom att besegra Tyskland i finalen. Kübra Akman utsågs till bästa spelare.

## Regelverk

### Format
- Lagen in i två grupper om fyra lag. Samtliga lag i en grupp mötte alla andra lag i samma grupp både hemma och borta. Vinnarna av respektive grupp gick vidare till final.
- Final bestod av en hemmamatch och en bortamatch. Om bägge lagen fick lika många poäng avgjordes finalen med ett golden set.

### Rankningskriterier
Om slutresultatet blev 3-0 eller 3-1 tilldelades 3 poäng till det vinnande laget och 0 till det förlorande laget, om slutresultatet blev 3-2 tilldelades 2 poäng till det vinnande laget och 1 till det förlorande laget. 
Rankningsordningen definierades utifrån:
- Poäng
- Antal vunna matcher
- Kvot vunna / förlorade set
- Kvot vunna / förlorade poäng.

## Deltagande lag
| Lag          | Turnering | Deltog senast                   |
| ------------ | --------- | ------------------------------- |
| Azerbajdzjan | Wild card | Debut                           |
| Bulgarien    | Wild card | European Volleyball League 2013 |
| Tyskland     | Wild card | European Volleyball League 2013 |
| Grekland     | Wild card | European Volleyball League 2012 |
| Polen        | Wild card | Debut                           |
| Slovenien    | Wild card | Debut                           |
| Spanien      | Wild card | European Volleyball League 2012 |
| Turkiet      | Wild card | European Volleyball League 2013 |

## Turneringen

### Gruppspelsfasen
| Grupp A      | Grupp B  |
| ------------ | -------- |
| Azerbajdzjan | Tyskland |
| Bulgarien    | Grekland |
| Slovenien    | Polen    |
| Turkiet      | Spanien  |

#### Grupp A

##### Resultat
| 6 juni 2014 Hristo Botev Hall, Sofia Speltid: 1h:09 - Åskådare: 400                  | Bulgarien    | 3 - 0 | Azerbajdzjan | 25-15, 25-23, 25-17               |
| 7 juni 2014 Hristo Botev Hall, Sofia Speltid: 1h:35 - Åskådare: 200                  | Bulgarien    | 3 - 1 | Azerbajdzjan | 19-25, 25-19, 25-17, 25-13        |
| 7 juni 2014 Toroslar Spor Salonu, Mersin Speltid: 1h:09 - Åskådare: 1 100            | Turkiet      | 3 - 0 | Slovenien    | 25-19, 25-13, 25-20               |
| 8 juni 2014 Toroslar Spor Salonu, Mersin Speltid: 1h:16 - Åskådare: 1 050            | Turkiet      | 0 - 3 | Slovenien    | 20-25, 11-25, 21-25               |
| 14 juni 2014 A.Y.S. Sport Hall, Baku Speltid: 1h:38 - Åskådare: 75                   | Azerbajdzjan | 2 - 3 | Slovenien    | 25-14, 25-16, 9-25, 18-25, 8-15   |
| 15 juni 2014 A.Y.S. Sport Hall, Baku Speltid: 1h:07 - Åskådare: 70                   | Azerbajdzjan | 3 - 0 | Slovenien    | 25-18, 25-19, 25-11               |
| 14 juni 2014 Hristo Botev Hall, Sofia Speltid: 1h:32 - Åskådare: 300                 | Bulgarien    | 3 - 1 | Turkiet      | 16-25, 25-12, 25-16, 25-23        |
| 15 juni 2014 Hristo Botev Hall, Sofia Speltid: 1h:40 - Åskådare: 200                 | Bulgarien    | 1 - 3 | Turkiet      | 25-19, 13-25, 18-25, 16-25        |
| 21 juni 2014 Cengiz Göllü Kapalı Spor Salonu, Bursa Speltid: 1h:05 - Åskådare: 2 000 | Turkiet      | 3 - 0 | Azerbajdzjan | 25-11, 25-14, 25-18               |
| 22 juni 2014 Cengiz Göllü Kapalı Spor Salonu, Bursa Speltid: 1h:44 - Åskådare: 1 800 | Turkiet      | 3 - 1 | Azerbajdzjan | 25-27, 26-24, 25-22, 25-14        |
| 19 juni 2014 Sport Hall OŠ, Koper Speltid: 2h:04 - Åskådare: 200                     | Slovenien    | 3 - 2 | Bulgarien    | 25-21, 25-23, 24-26, 18-25, 15-12 |
| 20 juni 2014 Sport Hall OŠ, Koper Speltid: 1h:58 - Åskådare: 200                     | Slovenien    | 3 - 2 | Bulgarien    | 25-21, 20-25, 18-25, 25-21, 15-10 |
| 27 juni 2014 A.Y.S. Sport Hall, Baku Speltid: 1h:29 - Åskådare: 150                  | Azerbajdzjan | 3 - 1 | Turkiet      | 25-16, 19-25, 25-16, 25-15        |
| 28 juni 2014 A.Y.S. Sport Hall, Baku Speltid: 1h:21 - Åskådare: 100                  | Azerbajdzjan | 0 - 3 | Turkiet      | 25-27, 16-25, 11-25               |
| 28 juni 2014 Hristo Botev Hall, Sofia Speltid: 1h:52 - Åskådare: 200                 | Bulgarien    | 3 - 1 | Slovenien    | 25-21, 19-25, 25-21, 25-18        |
| 29 juni 2014 Hristo Botev Hall, Sofia Speltid: 1h:40 - Åskådare: 150                 | Bulgarien    | 1 - 3 | Slovenien    | 22-25, 25-16, 20-25, 23-25        |
| 5 juli 2014 Sportna Dvorana Ljudski, Maribor Speltid: 1h:43 - Åskådare: 250          | Slovenien    | 1 - 3 | Azerbajdzjan | 25-21, 19-25, 17-25, 21-25        |
| 6 juli 2014 Sportna Dvorana Ljudski, Maribor Speltid: 2h:00 - Åskådare: 150          | Slovenien    | 3 - 2 | Azerbajdzjan | 19-25, 23-25, 25-20, 30-28, 15-7  |
| 5 juli 2014 Amiral Orhan Aydin Sports Hall, Marmaris Speltid: 1h:15 - Åskådare: 750  | Turkiet      | 3 - 0 | Bulgarien    | 25-19, 25-22, 25-17               |
| 6 juli 2014 Amiral Orhan Aydin Sports Hall, Marmaris Speltid: 1h:21 - Åskådare: 700  | Turkiet      | 3 - 0 | Bulgarien    | 25-23, 25-23, 25-17               |
| 11 juli 2014 A.Y.S. Sport Hall, Baku Speltid: 1h:54 - Åskådare: 100                  | Azerbajdzjan | 3 - 2 | Bulgarien    | 20-25, 21-25, 25-19, 25-18, 15-9  |
| 12 juli 2014 A.Y.S. Sport Hall, Baku Speltid: 1h:12 - Åskådare: 80                   | Azerbajdzjan | 3 - 0 | Bulgarien    | 25-18, 29-27, 25-15               |
| 11 juli 2014 Sportna Dvorana Leon Stukelj, Novo mesto Speltid: 2h:05 - Åskådare: 300 | Slovenien    | 1 - 3 | Turkiet      | 24-26, 26-24, 23-25, 24-26        |
| 12 juli 2014 Sportna Dvorana Leon Stukelj, Novo mesto Speltid: 1h:12 - Åskådare: 200 | Slovenien    | 0 - 3 | Turkiet      | 21-25, 19-25, 24-26               |

##### Sluttabell
| Pos.. | Lag          | Pt | M  | V | F | SV | SF | Kvot  | PV    | PF    | Kvot  |
| ----- | ------------ | -- | -- | - | - | -- | -- | ----- | ----- | ----- | ----- |
| 1     | Turkiet      | 27 | 12 | 9 | 3 | 29 | 12 | 2.417 | 949   | 848   | 1.119 |
| 2     | Azerbajdzjan | 16 | 12 | 5 | 7 | 21 | 25 | 0.840 | 951   | 987   | 0.964 |
| 3     | Bulgarien    | 15 | 12 | 4 | 8 | 20 | 27 | 0.741 | 1 002 | 1 020 | 0.982 |
| 4     | Slovenien    | 14 | 12 | 6 | 6 | 21 | 27 | 0.778 | 1 011 | 1 058 | 0.956 |

#### Grupp B

##### Resultat
| 7 juni 2014 Porsche Arena, Stuttgart Speltid: 1h:14 - Åskådare: 2 400                     | Tyskland | 3 - 0 | Spanien  | 25-15, 25-10, 25-17              |
| 8 juni 2014 Porsche Arena, Stuttgart Speltid: 1h:16 - Åskådare: 2 500                     | Tyskland | 3 - 0 | Spanien  | 25-19, 25-18, 25-14              |
| 6 juni 2014 Hala Sportowa Milicz, Milicz Speltid: 1h:14 - Åskådare: 550                   | Polen    | 3 - 0 | Grekland | 25-12, 26-24, 25-14              |
| 8 juni 2014 Hala WS Aqua Zdroj, Wałbrzych Speltid: 2h:09 - Åskådare: 1 700                | Polen    | 3 - 2 | Grekland | 23-25, 26-28, 25-19, 25-16, 15-4 |
| 13 juni 2014 Pabellón Polideportivo Pisuerga, Valladolid Speltid: 1h:44 - Åskådare: 800   | Spanien  | 1 - 3 | Polen    | 25-21, 12-25, 24-26, 14-25       |
| 14 juni 2014 Pabellón Polideportivo Pisuerga, Valladolid Speltid: 1h:42 - Åskådare: 1 200 | Spanien  | 1 - 3 | Polen    | 25-20, 18-25, 18-25, 16-25       |
| 13 juni 2014 Neapolis National Sports Hall, Larissa Speltid: 1h:58 - Åskådare: 600        | Grekland | 3 - 1 | Tyskland | 25-20, 25-18, 24-26, 25-20       |
| 15 juni 2014 Neapolis National Sports Hall, Larissa Speltid: 1h:33 - Åskådare: 500        | Grekland | 0 - 3 | Tyskland | 25-27, 23-25, 20-25              |
| 20 juni 2014 Pabellón Polideportivo Caja, Madrid Speltid: 2h:04 - Åskådare: 1 000         | Spanien  | 2 - 3 | Tyskland | 25-18, 25-21, 22-25, 23-25, 7-15 |
| 21 juni 2014 Pabellón Polideportivo Caja, Madrid Speltid: 1h:40 - Åskådare: 1 300         | Spanien  | 3 - 1 | Tyskland | 25-17, 25-19, 13-25, 25-23       |
| 20 juni 2014 X.A.N. - Y.M.C.A., Thessaloniki Speltid: 1h:24 - Åskådare: 550               | Grekland | 3 - 0 | Polen    | 25-21, 25-18, 25-23              |
| 21 juni 2014 X.A.N. - Y.M.C.A., Thessaloniki Speltid: 1h:54 - Åskådare: 600               | Grekland | 3 - 1 | Polen    | 25-19, 16-25, 25-21, 25-22       |
| 27 juni 2014 Polideportivo Los Cantos, Alcorcón Speltid: 1h:45 - Åskådare: 1 300          | Spanien  | 3 - 1 | Grekland | 19-25, 26-24, 25-22, 25-23       |
| 28 juni 2014 Polideportivo Los Cantos, Alcorcón Speltid: 1h:21 - Åskådare: 1 500          | Spanien  | 3 - 0 | Grekland | 25-22, 25-16, 25-22              |
| 28 juni 2014 Orlen Arena, Płock Speltid: 1h:13 - Åskådare: 1 200                          | Polen    | 0 - 3 | Tyskland | 15-25, 20-25, 16-25              |
| 29 juni 2014 Orlen Arena, Płock Speltid: 1h:44 - Åskådare: 1 050                          | Polen    | 3 - 1 | Tyskland | 19-25, 25-18, 25-19, 25-23       |
| 4 juli 2014 Melina Merkouri, Nikaia-Agios Ioannis Rentis Speltid: 1h:52 - Åskådare: 100   | Grekland | 1 - 3 | Spanien  | 25-19, 23-25, 22-25, 23-25       |
| 5 juli 2014 Melina Merkouri, Nikaia-Agios Ioannis Rentis Speltid: 1h:35 - Åskådare: 120   | Grekland | 1 - 3 | Spanien  | 25-19, 13-25, 21-25, 16-25       |
| 5 juli 2014 EWE Arena, Oldenburg Speltid: ? - Åskådare: 1 450                             | Tyskland | 3 - 0 | Polen    | 25-20, 25-23, 27-25              |
| 6 juli 2014 EWE Arena, Oldenburg Speltid: 1h:29 - Åskådare: 1 300                         | Tyskland | 3 - 0 | Polen    | 31-29, 25-15, 25-16              |
| 11 juli 2014 Hala Sportowo - Widowiskowa, Koszalin Speltid: 1h:21 - Åskådare: 3 400       | Polen    | 3 - 0 | Spanien  | 25-14, 25-19, 26-24              |
| 12 juli 2014 Hala Sportowo - Widowiskowa, Koszalin Speltid: 1h:56 - Åskådare: 3 420       | Polen    | 3 - 1 | Spanien  | 25-19, 24-26, 25-18, 25-21       |
| 11 juli 2014 Anhalt Arena, Dessau-Roßlau Speltid: 1h:20 - Åskådare: 1 822                 | Tyskland | 3 - 0 | Grekland | 25-22, 25-12, 25-11              |
| 13 juli 2014 Wiedigsburghalle, Nordhausen Speltid: 1h:20 - Åskådare: 1 250                | Tyskland | 3 - 0 | Grekland | 25-21, 25-20, 25-17              |

##### Sluttabell
| Pos.. | Lag      | Pt | M  | V | F | SV | SF | Kvot  | PV  | PF    | Kvot  |
| ----- | -------- | -- | -- | - | - | -- | -- | ----- | --- | ----- | ----- |
| 1     | Tyskland | 26 | 12 | 9 | 3 | 30 | 11 | 2.727 | 967 | 826   | 1.170 |
| 2     | Polen    | 20 | 12 | 7 | 5 | 22 | 21 | 1.048 | 979 | 919   | 1.065 |
| 3     | Spanien  | 16 | 12 | 5 | 7 | 20 | 25 | 0.800 | 934 | 1 027 | 0.909 |
| 4     | Grekland | 10 | 12 | 3 | 9 | 14 | 29 | 0.483 | 900 | 1 008 | 0.893 |

### Final

#### Match 1
| 16 juli 2014 Cengiz Göllü Kapalı Spor Salonu, Bursa Speltid: 1h:42 - Åskådare: 1 500 | Turkiet | 3 - 1 | Tyskland | 25-13, 25-23, 16-25, 25-21 |

#### Match 2
| 19 juli 2014 Großsporthalle, Rüsselsheim am Main Speltid: 1h:51 - Åskådare: 1 300 | Tyskland | 1 - 3 | Turkiet | 19-25, 23-25, 25-20, 20-25 |

## Slutplaceringar
| Pos | Lag          | Turnering                  |
| --- | ------------ | -------------------------- |
|     | Turkiet      |                            |
|     | Tyskland     |                            |
| 3   | Polen        |                            |
| 4   | Azerbajdzjan | FIVB World Grand Prix 2015 |
| 5   | Spanien      |                            |
| 6   | Bulgarien    |                            |
| 7   | Slovenien    |                            |
| 8   | Grekland     |                            |